# Tirič Mír
Tirič Mír (urdsky: ترچ میر, známý také jako Tirič Mīr nebo Terič Mír) je se 7708 m n. m. nejvyšší vrchol pohoří Hindúkuš. Nachází se v severním Pákistánu v okrese Čitrál, který náleží k provincii Chajbar Paštúnchwá, nedaleko hranic s Afghánistánem asi 240 km severozápadně od osmitisícovky Nanga Parbat. Masív Tirič Míru je obklopený několika ledovci, z nichž největší Horní Tiričský ledovec je dlouhý 31 km.

## Vrcholy
Masív Tirič Míru má celkem sedm vrcholů:
- hlavní vrchol - 7708 m
- východní vrchol - 7692 m
- západní vrchol I - 7487 m
- západní vrchol II - 7400 m
- západní vrchol III - 7350 m
- západní vrchol IV - 7338 m
- severní vrchol - 6732 m

## Prvovýstup
Prvovýstup na hlavní vrchol uskutečnila v roce 1950 norská horolezecká expedice ve složení Arne Næss, P. Kvernberg, H. Berg a Tony Streather. Tirič Mír je považovaný za technicky velmi náročný masív. Nachází se zde několik obtížně dostupných stěn, ta nejvyšší je na severní straně a měří 2300 m.

## Československá expedice
V roce 1967 zde působila československá expedice pod vedením Vladimíra Šedivého. 19. července se pětici horolezců (Jan Červinka, Vlastimil Šmída, Ivan Gálfy, Ivan Urbanovič a Miroslav Jaškovský podařilo uskutečnit 2. výstup na hlavní vrchol, což tenkrát znamenalo československý výškový rekord.